# «In case I make it,»
«In case I make it» — четвёртый студийный альбом американского музыканта Уилла Вуда, выпущенный лейблом Say-10 records 29 июля 2022 года.
Некоторые считают, что это значительный стилистический отход от его предыдущих релизов с акцентом на оркестровые аранжировки и акустическую инструментовку.

## Фон
После выпуска своего третьего альбома The Normal Album (2020), у Уилла Вуда появилось желание заняться Фолк-музыкой. Две песни, а точнее "Falling Up" и "Vampire Reference in a Minor Key" были исполнены на его выступлении "BBQ", на заднем дворе случайного дома.

## Написание и продюсирование
Написание четвертого альбома Уилла Вуда происходило в период с 2018 по 2022 год. В начале 2021 года он объявил, что альбом будет финансироваться через Indiegogo и называться "In case I die".  Это название было заменено позже в том же году на «In case I make it», поскольку прежнее название было задумано из-за страха смерти и предназначалось для его последнего альбома. 
Позже Вуд назвал альбом «по сути музыкальной предсмертной запиской». Вуд создал демоверсии альбома исключительно с помощью MIDI, представляя песни своей группе только после завершения и делясь ими с оркестрами и духовыми инструментами.

## Выпуск
Альбом получил 6 синглов, каждый из которых получил свой официальный видеоролик на Youtube. Первым синглом стала песня "Sex, Drugs and Rock 'n' Roll", выпущенная 20 сентября и спродюсированная Джейком Фелдманом. Эта песня - мысли музыканта, в которых он описывает свою прошлую персону в 2015-2016 годах.
Вторым синглом стал "Tomcat Disposables", выпущенный 29 апреля, а также получивший музыкальный видеоролик с покадровой анимацией, который вместе со своей семьёй создал Иван Фишер.
Третьим синглом стала песня "Cicada Days", вышедшая 27 мая и спродюсированная Анжеликой Пэскуалли.
Четвёртый сингл альбома - "You Liked This (Okay, Computer!), вышедший 10 июня и спродюсированный Джимом Хорватом, который также создал анимационный видеоролик к треку.
Пятый сингл альбома - "Euthanaisia", вышедший 24 июля и получивший анимационный ролик, который создал Джозеф Уейдлейн.
И так, шестой и последний сингл "White Noise" вышел 7 июля и был спродюсирован Джейком Фелдманом.
Полный альбом "In case I make it" вышел 29 июля 2022 года.

## Наследие
После выпуска «In case I make it» Вуд заявил, что он возьмет бессрочный перерыв в создании музыки после окончания своего тура, заставив некоторых рассуждать о том, оставит ли он музыку навсегда.

## Трек-лист
1. Tomcat Disposables (5:58)
2. Becoming the Lastnames (7:42)
3. Cicada Days (4:10)
4. Euthanasia (4:37)
5. Falling Up (4:47)
6. That's Enough, Let's Get You Home. (3:52)
7. Um, It's Kind of a Lot (5:22)
8. Half-Decade Hangover (4:50)
9. Vampire Reference in a Minor Key (4:38)
10. You Liked This (Okay, Computer!) (2:12)
11. The Main Character (4:25)
12. Against the Kitchen Floor (5:06)
13. Sex, Drugs, Rock 'n' Roll (5:04)
14. Big Fat Bitchie's Blueberry Pie, Christmas Tree, and Recreational Jell-o Emporium a.k.a. "Mr. Boy is on the Roof Again" (Feat. Pasta by Sneakers McSqueakers) [From the Motion Picture "B.F.B.'s B-Sides: Bagel Batches, Marshmallows, and Barsh-mallows]" (0:48)
15. Willard! (4:19)
16. White Noise (4:38)

## Персонал

### Музыканты
- Уилл Вуд — ведущий вокал, фортепиано, укулеле , продюсирование, аранжировка струнных
- Майк Боттильери — гитара
- Марио Конте – ударные
- Мэтт Бергер – саксофоны, кларнет
- Йоед Нир – струнные
- Фатер Борис – контрабас
- Кевин Антреассиан — сведение , мастеринг
- Саймон Фикен — инженер звукозаписи
- Джонатон Майсто — инженер звукозаписи

### Хор
- Гайла Симеонова
- Эмилия Кирчева
- Деница Георгиева
- Николина Панкова
- Майя Стоянова
- Сребрина Минева
- Атанаска Попова
- Флора Тарпоманова
- Ева Перчемлиева-Таканова
- Надя Павлова
- Весела Тодорова
- Биляна Михайлова
- Росица Казакова
- Димана Тодорова
- Мария Венкова
- Яна Васильева
- Евгений Димитров
- Атанас Йонков
- Орлин Каменов
- Михаил Михайлов
- Димитр Зашев
- Калин Душков
- Цветомир Христов
- Николай Милев
- Эмиль Даков
- Петр Петров
- Димитрий Стоянов
- Джордж Бейков
- Никола Петров
- Димитр Копринков